# Pragmática de Cigales
Pragmática de Cigales (o Real Pragmática de Cigales), disposición de Carlos I de España en materia contable dada en Cigales el 4 de diciembre de 1549. Obligaba, por razón de control de la moneda, a llevar la cuenta de caja y en lengua castellana.
Se estableció en "que de aquí en adelante todos los bancos y cambios públicos tengan cuenta de caja" y el método de "debe y ha de haber", por lo que la Corona de Castilla se convirtió en uno de los primeros países europeos que adoptó el nuevo sistema contable que, con el tiempo, se denominaría de partida doble.